# Euphorbia fissispina
Euphorbia fissispina är en törelväxtart som beskrevs av Peter René Oscar Bally och Susan Carter. Euphorbia fissispina ingår i släktet törlar, och familjen törelväxter.
Artens utbredningsområde är Etiopien. Inga underarter finns listade i Catalogue of Life.